# Kung Fu de la Serpiente
Ciertas artes marciales de China son conocidas como Boxeo de la Serpiente o Estilo de la Serpiente (en chino, 蛇拳; pinyin, shéquán; literalmente, ‘puño de serpiente’), las cuales imitan los movimientos de las serpientes. Adoptar la fluidez de estos reptiles permite enredarse con un oponente en defensa y golpearlo en ataque desde un ángulo que nunca esperaría. Este estilo demuestra su aplicación especialmente con la espada recta china. Se dice que, tanto el Wing Chun como el T'ai Chi Ch'uan, están basados en una combinación de los estilos de la serpiente y de la grulla; del mismo modo la serpiente es también uno de los animales imitados en Baguazhang y Xingyiquan. Pese a ser un arte marcial externo, el movimiento sinuoso y fluido de este estilo lo muestra apropiado para la teoría práctica que subyace en las artes marciales blandas o de estilo interno.
Diferentes estilos de la serpiente imitan diferentes movimientos de las mismas. Algunos, por ejemplo, imitan a las serpientes venenosas (como la cobra), mientras otros imitan a las constrictoras (como la pitón), y algunas escuelas imitan a ambas para diferentes aplicaciones. Hay dos estilos de la serpiente no relacionados entre sí: el del norte y el del sur. En ambas escuelas, los practicantes representan al cuerpo de la serpiente de la siguiente manera: los puños representan la cabeza de la serpiente, los dedos representan la lengua de la serpiente y las piernas son la cola de la serpiente.
Hoy en día, el She Quan se practica comúnmente en las provincias de Cantón, Fujian, Guangxi, Jiangsu, Sichuan, Zhejiang y en la isla de Taiwán.

## Estilo del norte
El Estilo de la Serpiente es uno de los cinco estilos animales clásicos de las artes marciales chinas, en donde cada estilo animal cumple con diferentes facetas del entrenamiento. La faceta cubierta por el estilo de la serpiente es el entrenamiento del Qì. Los otros cuatro estilos animales son: la Grulla Blanca, el Tigre, el Leopardo y el Dragón.
Los templos taoístas de los Montes Wudang eran conocidos por haber producido muchos practicantes del estilo de la serpiente. El estilo de la serpiente está basado en liberar por los dedos la energía que asciende por la espina dorsal. La habilidad de movimientos sinuosos, esencialmente comprimiendo el estómago y los músculos abdominales, es muy importante. Los pies se sitúan bastante asentados y los movimientos son fluidos para lograr maximizar la canalización de la energía en cada acción. Esto requiere poseer una fuerte espina dorsal para contener la energía, y fuertes dedos para realizar el golpe. Al ser la respiración importante para cualquier movimiento de la columna y de las costillas, el estilo de la serpiente se considera uno de tantos que finalmente dieron lugar al entrenamiento interno. El estilo de la serpiente generalmente dirige sus ataques a los puntos débiles del cuerpo humano, como son los ojos, la ingle y las articulaciones.
También se lo conoce como un enfoque hacia el entrenamiento de armas, en particular, la espada recta china y la lanza. Incluso hay variantes especializadas de hojas de espada y puntas de lanza que se curvan hacia atrás y hacia adelante a lo largo de la hoja imitando el cuerpo de una serpiente. Son conocidas como espadas y lanzas serpiente.

## Estilo del sur
Existe también un oscuro estilo de la serpiente del sur, cuyo gran maestro fue Leung Tin Chu, nacido a fines del siglo XIX, y que saltó a la fama a finales de la década de 1920 al clasificarse cuarto en uno de los exámenes de Artes Marciales de Nankín. Su estilo fue una amalgama del estilo Shaolin del Sur (que aprendió de un monje Shaolin) y del estilo Choy Gar, aprendido de un miembro de la familia Choy. Tuvo dos discípulos principales: su sobrino, el Maestro Leung Gar Fong de Hong Kong, y el Maestro Wong Tin Yuen que enseñó este estilo en su estudio en la calle Sacrament de San Francisco durante 40 años desde finales de 1930. El estilo pugilístico se describe mejor como un estilo de lucha de media distancia que utiliza, por coincidencia, algunas técnicas similares al Wing Chun y algunas formas similares al Hung Gar. Esto demuestra el origen relacionado con el Shaolin del Sur, así como su cercana relación con otros estilos originados a partir del Shaolin del Sur.
En este estilo de Kung Fu de la Serpiente, la fuerza y las técnicas son más suaves que en los estilos tradicionales del sur. Aparte de los puñetazos directos y bong shou, ampliamente usados en Wing Chun, el uso de técnicas del estilo del sur como palmas de mariposa, palmas de buda, ganchos, upper cuts y el gui quen (puño atrás) son esenciales. Las técnicas Biu Tze (dedos que empujan), simulando los ataques de una serpiente, son el por qué del nombre de este estilo. Existen múltiples técnicas de patadas, tan variadas como en los estilos del norte, con patadas altas, pero también con las típicas patadas por debajo de la rodilla vistas en los estilos del sur. El arte presenta seis formas de puño, dos de palo, espada simple, espadas dobles cortas y otras armas tradicionales.